# Grubbenhielm
Grubbenhielm var en svensk adelsätt.
Ättens stamfader, Clemens Laurentii Gevalensis, var Johan III:s hovpredikant och gift med Dorothea Persdotter Grubb, från Grubbe i Umeå och Bureätten. Deras ena son Petrus Clementii Grubb var kyrkoherde i Normlösa socken och gift med en dotter till företrädaren Johannes Husenbergius. Dessa fick två söner, varav sonen Didrik adlades Grubbenfelt. Sonen Clemens Persson Grubb inträdde i militären och var kommendant i Demmin när han år 1662 adlades med namnet Grubbenhielm. Ätten introducerades två år senare under nummer 708.
Clemens Grubbenhielm blev så småningom överste. Med sin tyska hustru Anna Barbara von Müller fick han två söner, Simon och Gustaf Grubbenhielm. Gustaf Grubbenhielm var överste men avled ogift och barnlös. Simon Grubbenhielm levde utan tjänst och var gift med Sara Osenhielm. Ätten slocknade troligen med deras sonson 1741.